# Joan Abella i Creus
Joan Abella i Creus (Sabadell, 1968) es un gemólogo y mineralogista descubridor de la abellaíta, mineral que recibe este nombre en su honor.

## Artículos y publicaciones
En 2008 publicó su primer libro Minerales y Minas de la cuenca minera de Bellmunt del Priorat, una obra única en la localidad catalana de Bellmunt del Priorato, nunca antes descrita. Se compone de tres partes: la primera es una discusión bien ilustrada de la historia de la minería en la zona desde la época proto-Ibérica hasta la actualidad. La segunda parte describe la mayor parte de las minas importantes, así como los métodos de beneficio utilizados. La tercera parte es una descripción de los minerales que se han encontrado allí, acompañados de 100 fotos de muestras de minerales de su propia colección.
También ha colaborado en la publicación de varios libros, como el Atlas de Asociaciones minerales en lámina delgada del profesor Juan Carlos Melgarejo, Minerales de España de Joaquín Mollfulleda, Minerales y Minas de España de Miguel Calvo , y Los Minerales de Cataluña de Eugeni Bareche. También colaboró en la obra Minerales y Piedras Preciosas, publicada en Madrid en 1994.
Ha escrito varios artículos para diversas revistas especializadas en mineralogía, como la revista Mineralogistes de Catalunya, editada por el Grupo Mineralógico Catalán, o Bocamina, editada por el Grupo Mineralogista de Madrid. Destaca el artículo «Plata antropogénica?» que escribió sobre la plata de la mina Balcoll, en Falset (Tarragona), una mina explotada desde el siglo XIV por los Condes de las Montañas de Prades y señores de la Baronía de Entenza, que describe cómo especímenes de acantita se pueden utilizar para crear muestras de alambre de plata hechos por el hombre, se tradujo inmediatamente en varios otros idiomas. Los ejemplares de plata de este lugar son los mejores ejemplares obtenidos en España debido a su estética cristalización.

## Descubrimientos

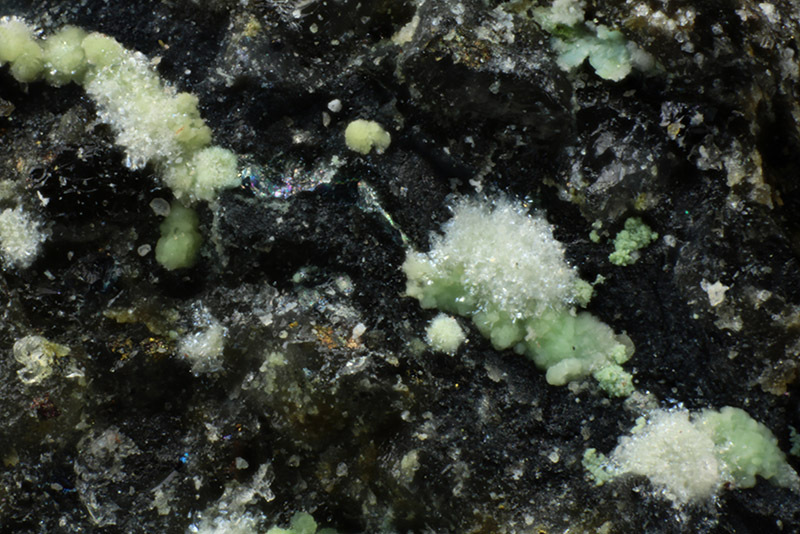
Abellaíta, mineral descubierto por Joan Abella y que lleva su nombre

Una de las contribuciones más significativas de Abella ha sido la de aumentar el conocimiento del patrimonio mineralógico del país, por haber encontrado, analizado y publicado información sobre una variedad de especies minerales que no habían sido previamente encontradas antes en el territorio. Algunos de estos minerales son la xantoconita de la mina Balcoll (Falset), la hopeíta de la mina La Cresta (Bellmunt), la natronambulita de la mina de Joaquina 1ª (también en Bellmunt del Priorat), y la arsenuranilita y la čejkaíta de la mina Eureka (Torre de Cabdella, Lérida). El hallazgo de esta última especie en la Torre de Cabdella fue la segunda cita en el mundo. Destaca también el hallazgo de la breithauptita en la mina Balcoll, los mejor ejemplares cristalizados de esta especie encontrados nunca hasta la fecha en todo el mundo.
En 2015, la Asociación Mineralógica Internacional aprobó como nueva especie la abellaíta, llamada así en su honor. Fue descubierta en la mina Eureka, en Castell-estaó (La Torre de Cabdella, Lérida). Este descubrimiento supuso la primera localidad tipo en Cataluña, al ser el primer mineral que se descubre en este territorio. El material tipo, caracterizado por investigadores del Instituto de Ciencias de la Tierra Jaume Almera (CSIC) y de la Universidad de Barcelona, está depositado en las colecciones del Museo de Ciencias Naturales de Barcelona, con el número de muestra "MGB 26.350".